# Habenaria pentadactyla
Habenaria pentadactyla là một loài thực vật có hoa trong họ Lan. Loài này được Lindl. mô tả khoa học đầu tiên năm 1835.